# ميغان يورك
ميغان يورك (بالإنجليزية: Megan York)‏ (من مواليد 16 أبريل 1987) هي لاعبة اتحاد الرغبي الويلزي تلعب لـنادي إنسدو Ynysddu RFC وفريق اتحاد الرجبي الوطني النسائي في ويلز. فازت ميغان بأول بطولة دولية لها ضد اسكتلندا في بطولة الأمم الأوروبية للسيدات لعام 2012، وكانت تجربتها الأولى ضد إنجلترا في عام 2013.

## سيرتها المهنية
وُلدت ميغان يورك في نيوبورت، جوينت في 16 أبريل 1987. اعتبارًا من عام 2016 ، أقرّت سجلات اتحاد الرغبي الرسمية في ويلز أنها تبلغ 1.57 مترًا (5.2 قدمًا)، وتزن 76 كيلوغرامًا (12.0 قدمًا).
بعد تشكيل ناديها خلال موسم 2011-12، والذي لفت انتباه منتخبها إلى المنتخب الوطني، تم استدعاؤها إلى فريق اتحاد الرجبي الوطني للنساء في ويلز لبطولة الأمم للسيدات لعام 2012. ظهرت ميغان لأول مرة، ولعبت كبديل في الدقيقة 67 ضد اسكتلندا. فازت ويلز بالمباراة 20-0. وفي بطولة العام التالي، سجلت أول مباراة رسمية كاملة لها في الهزيمة أمام إنجلترا.
قورنت محاولتها في الفوز ضد فرنسا في بطولة The Gnoll في بطولة الأمم المتحدة للسيدات تحت 16 سنة مقابل محالوتها في سن الثانية والعشرين للمنتخب الوطني بمحاولة غراهام برايس. سجل برايس الأولى في منتخب فرنسا لاتحاد الرغبي في عام 1975. وصف نيك ويب من شبكة في بي بي سي سبورت محاولة يورك في ويلز بأنها محاولة«رائعة». لم تُعطِ محاولة يورك الفوز ضد الفريق الفرنسي فقط، بل ساعدتهم في التأهل لكأس العالم للرجبي للنساء عام 2017. تلعب يورك حاليًا في فريق إنسدو Ynysddu RFC وفريق نيوبورت غينت دراجونز.